# Valeria (TV-serie)
Valeria är en spansk romantisk dramakomediserie som hade premiär den 8 maj 2020 på strömningstjänsten Netflix. Seriens första säsong består av åtta avsnitt. Seriens fjärde säsong har premiär den 14 februari 2025. Serien är baserad på romanerna av Elisabet Benavent.

## Handling
Serien kretsar kring en författare som drabbats av skrivkramp och ett krisande äktenskap. Hon söker stöd hos tre vänner, som också försöker hitta sig själva.

## Rollista (i urval)
- Diana Gómez - Valeria
- Silma López - Lola
- Paula Malia - Carmen
- Teresa Riott - Nerea
- Maxi Iglesias - Víctor